# Памела Бутчарт
Памела Бутчарт (англ. Pamela Butchart; Данді, Шотландія, Велика Британія) — шотландська дитяча письменниця та вчителька філософії в середній школі. Найбільш відома своїми книгами «Обід для шпигуна» та «Мій директор – щур-вампір », обидві з яких отримали книжкові нагороди.

## Біографія
Народилася у місті Данді. Памела Бутчарт має ступінь магістра філософії в Університеті Данді та PGDE в Единбурзькому університеті . Після закінчення навчання стала викладачем філософії в Академії Харріса в Данді.
Вона почала писати дитячі книжки після того, як її наречений подарував їй книгу про те, як писати для дітей. Вважає, що найбільший вплив на неї мала письменниця Джудіт Керр. 
«У мою вчительку вселився прибулець!» стала першою книжкою про пригоди Іззі та її друзів. Памела отримала премію Blue Peter Book Award за найкращу історію 2015 року за продовження цієї історії — «Обід для шпигуна». Серію проілюстрував Томас Флінтем. У 2016 році за книжку «У мою вчительку вселився прибулець!» Бутчарт отримала премію конкурсу Red House Children’s Book Award у категорії «Юні читачі» та стала головною переможницею цього конкурсу.
У 2017 році було оголошено, що Бутчарт напише шістнадцятий і сімнадцятий романи «Таємної сімки», перші доповнення до серії з 1963 року. Оригінальну серію написала Енід Мері Блайтон. Перша книга під назвою «Mystery of the Skull» була опублікована в липні 2018 року, а друга, «Mystery of the Theatre Ghost», була опублікована в лютому 2019 року..

## Особисте життя
Живе у Данді зі своїм чоловіком Енді Каннінгемом, за якого вона вийшла заміж у липні 2014 року. Має маленького сина Албі (народився 2018). 

## Твори
Серія Паглі
- Паглі пече торт  (2016)
- Паглі розкриває злочин (2016)
- Паглі на льоду (2016)

Серія Baby Aliens Series
- У мою вчительку вселився прибулець! (2014)
- Обід для шпигуна (2014)
- Мій директор — Щур-вампір! (2015)
- Атака кухарок-демониць (2016)
- Бути чи ні (2016)
- У моєму наметі є перевертень! (2017)
- Людина-фантомний льодяник! (2018)
- На ігровому майданчику є єті! (2018)
- Молодший брат із космосу! (2018)
- Ікар був смішним (2019)
- Монстр з'їв мій упакований ланч (2021)
- Прокляття зламаної ноги! (2021)
- Таємне вторгнення в школу (2022)

Серія Wigglesbottom Primary
- Wigglesbottom Primary: Привид туалету (2014)
- Wigglesbottom Primary: Акула в басейні (2015)
- Wigglesbottom Primary: Чарівний хом’як (2016)
- Wigglesbottom Primary: Супер Собака (2017)
- Wigglesbottom Primary: Класний кіт (2019)
- Wigglesbottom Primary: Зайчики на перерві (2020)
- Wigglesbottom Primary: Таємниче яйце (2021)
- Wigglesbottom Primary: Ягня, що говорить (2022)

Серія Ой
- Ой, смердючий! (2014)
- Ой, Сантазавр! (2014)
- Ой, Тіклізавр!  (2015)
- Ой, Дід Мороз!  (2015)

Роман
- Петунія Перрі і прокляття потворного голуба (2015)

Книги із картинками  
- Ніколи не лоскочи тигра (2016)
- Ніколи не танцюй з динозавром (2020)
- Джеремі стурбований вітром (2020)
- Пенелопа Снуп, Ace Detective (2022)

Таємна сімка
- Таємниця черепа (2018)
- Таємниця театрального привида (2019)

## Переклади українською
- Памела Бутчарт. У мою вчительку вселився прибулець!. Переклад з англійської: Сергій Стець. Київ: Artbooks, 2021.
- Памела Бутчарт. Обід для шпигуна. Переклад з англійської: Сергій Стець. Київ: Artbooks, 2021.
- Памела Бутчарт. Мій директор щур-вампір!. Переклад з англійської: Сергій Стець. Київ: Artbooks, 2022.
- Памела Бутчарт. Атака кухарок-демониць. Переклад з англійської: Сергій Стець. Київ: Artbooks, 2022.